# Château de Varambon
Le château de Varambon est un château du XVIIIe siècle remanié au XIXe siècle qui se dresse sur la commune de Varambon dans le département de l'Ain en région Auvergne-Rhône-Alpes. Il a succédé à plusieurs édifices élevé sur le site dont un premier château fort dressé vers l'an Mil par le sire Varambon de la Palud et qui fut le centre de la seigneurie de Varambon.
Le château fait l’objet d’une inscription au titre des monuments historiques par arrêté du 5 novembre 2007. Le parc du château fait l'objet d'un pré-inventaire aux jardins remarquables.

## Situation
Le château de Varambon est situé dans le département français de l'Ain sur la commune de Varambon.

## Histoire
Le château primitif est bâti par le seigneur Varembon de La Palud vers l'An Mil,,. Ce Varembon fut peut-être le père de Pierre de La Palud, chevalier, seigneur de Varambon vers 1150, père lui-même d'Étienne, de Gui et Guillaume de La Palud. Ce dernier, prévôt de Fourvières, lègue, en 1243, à Guy, son neveu, chanoine de Lyon, les possessions qu'il a dans la terre patrimoniale de sa famille. Aymé de La Palud, fils de Girard (arrière-petit-fils de Pierre de la Palud), fait reconnaître, en 1300, par l'abbé d'Ambronay et, en 1302, par Humbert de Luyrieux, seigneur de Morestel en Revermont, et par Berard Robert, précepteur du temple de Molissole, les droits qu'avaient les habitants de Varambon sur les pâturages des rives de l'Ain.
La seigneurie de Varambon restera pendant plus de cinq siècles dans la famille de La Palud. Jean de La Palud de Jarnosse, comte de Varax, mort le 9 janvier 1544, la transmet à ses deux filles, Marie et Françoise de La Palud, l'une femme de René, comte de Chalant, l'autre épouse de Ferdinand de Lannoy. Marie et Françoise de La Palud décédèrent sans laisser d'enfant. Claude/Claudine de Rye († 1593), leur mère, veuve de Jean de La Palud, comte de Varambon recueillit leur riche succession et fit ériger en marquisat, par le duc Emmanuel-Philibert de Savoie, le 9 mars 1576,, la terre de Varambon et ses dépendances (dont le comté de Varax, Richemont, la Poype (de Varax ?), Le Plantey, Châtillon et La Palu, Bouligneux, Tossia, St-Mauris, Martigna…), qu'elle lègue, le 23 juin 1593 à Marc de Rye, son neveu : d'où les Rye-La Palu(d),.
À la mort de François de Rye-La Palud († probablement aux alentours de 1638 ; arrière-petit-neveu de l'héritière Claudine de Rye), marquis de Varambon, le roi donne son marquisat à Gaspard de la Croix, comte de Castres, qui le remet à Christine-Claire de Haraucourt, veuve dudit François de Rye, le 24 mai 1641. Leur fils Ferdinand-Just(e) de Rye (1637-1657), comte de Varax et marquis de Varambon, avec qui finit la famille de Rye (cf. Neublans > branche de Rye), le vend le 3 juin 1655 à Pierre Perrachon, secrétaire-conseiller du roi,, aussi acquéreur en 1655 de Varax, plus St-Maurice en 1664, et devenu marquis de Treffort en 1656 comme époux de l'héritière Marie d’Urre d'Aiguebonne. Le 20 mars 1756, Louis-Guichard Perrachon, en qualité d'héritier universel de Jean-Baptiste-Marie Perrachon de Nanteuil, son oncle, l’aliène à Jean-François Balland d'Augustebourg, écuyer, seigneur de la Courbonnet en Normandie, dans la famille duquel il se trouvait encore en 1789.
L'ancien château fort de Varambon a été rasé, en 1451, par ordre du duc Louis de Savoie, qui donne ensuite 12 000 écus pour le reconstruire.
Suivant un dénombrement fourni en 1603, le château, réédifié au XVe siècle, ne consistait que « en un corps de logis et deux petites tours sans fossés ni pont-levis. ». Le bourg situé au-dessous était « fermé de murailles et de deux portes sans pont-levis ». En 1595, lors des guerres qui précédèrent la conquête de la Bresse par Biron, le château et le village furent saccagés. « La plus grande partie des maisons et bâtiments, dudit bourg, porte le même dénombrement, sont ruinés et brûlés et les sujets presque tous morts et ceux qui sont restés, pauvres et misérables, au nombre de quatorze ».
Il sera de nouveau détruit en 1595, puis reconstruit en 1756 et restauré en 1855. Le château actuel est peut-être le quatrième édifice bâti à cet emplacement.
L'édifice est inscrit au titre des monuments historiques en 2007.

## Chapelle castrale

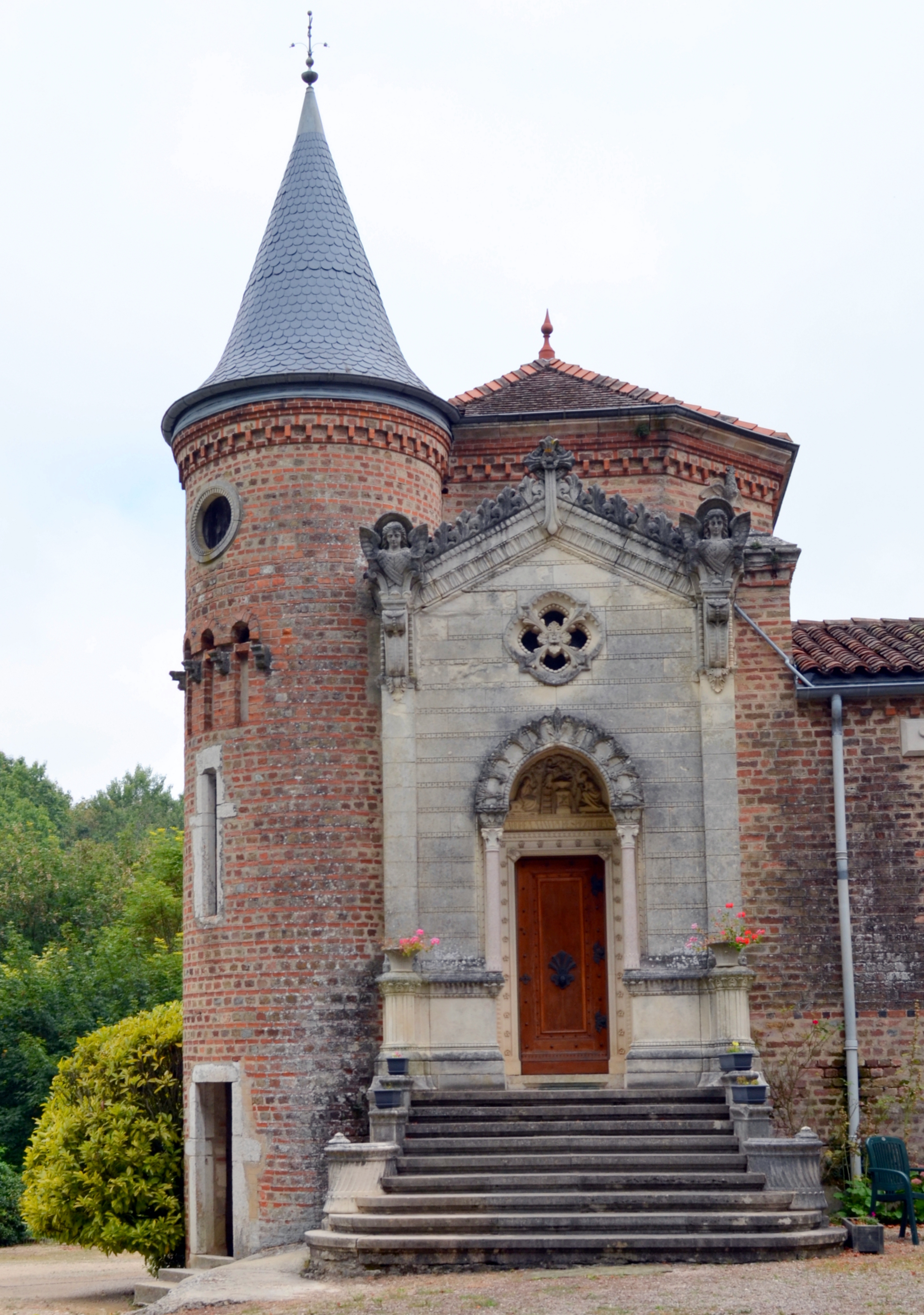
Vue de la chapelle.

Vers la fin du XIVe siècle, Aymé de La Palud jeta, dans l'enceinte du château, les fondements d'une église, que Guigues, son successeur, fit édifier et que terminèrent, en tous ses détails d'ameublement et d'ornementation, François de La Palud et Louis de La Palud, évêque de Maurienne, cardinal de Varambon.
Ce dernier la consacra, sous le vocable de sainte Anne, le 12 juillet 1444, et l'érigea en collégiale en 1450. Cette érection fut confirmée, en 1451, par le pape Nicolas, et, en 1462, par le pape Pie II. Dans cette église se trouvait le tombeau de Guigues de La Palud, et d'Aynarde de la Balme, son épouse.
Sur ce tombeau on lisait l'inscription suivante : « Hic jacent nobiles Guigo de Palude, miles, et Aynarda de Balma ejus uxor, qui istam capellam totaliter œdificavit, qui fuit dominus Varembonis et obiit die secunda mensis februarii anno Domini MCCCCXXII ».